# 朴瓚熙
朴 瓚熙（パク・チャニ、朝鮮語: 박찬희、1897年1月29日 - 1972年3月2日または4月2日）は、日本統治時代の朝鮮および大韓民国のジャーナリスト、政治家。参議員。
漢字表記は朴讚熙とも。

## 経歴
漢城府出身。本籍地は忠清北道鎮川郡鎮川面。早稲田大学経済学部卒。1919年には出版法と保安法違反により起訴されたが、免訴放免の処分を受けた。時代日報記者、東亜日報地方部長を務めた後、韓国民主党結党に参加し、同党情報部長・運動部長・労働部長・調査部長を歴任した。その後は民主国民党と民主党の結党にも参加し、民主党中央常任委員を務めた。1950年の第2代総選挙と1954年の第3代総選挙ではいずれも落選したが、四月革命以後の第5代総選挙では民主党所属の参議員に当選し、国会交通逓信委員会委員長を務めた。在任中に離党し、新民党の結党発起人・指導委員を務めた。
1972年3月1日にパーキンソン病により聖母病院に入院したが、1か月後の4月2日に死去。享年76。